# Nacer Khemir

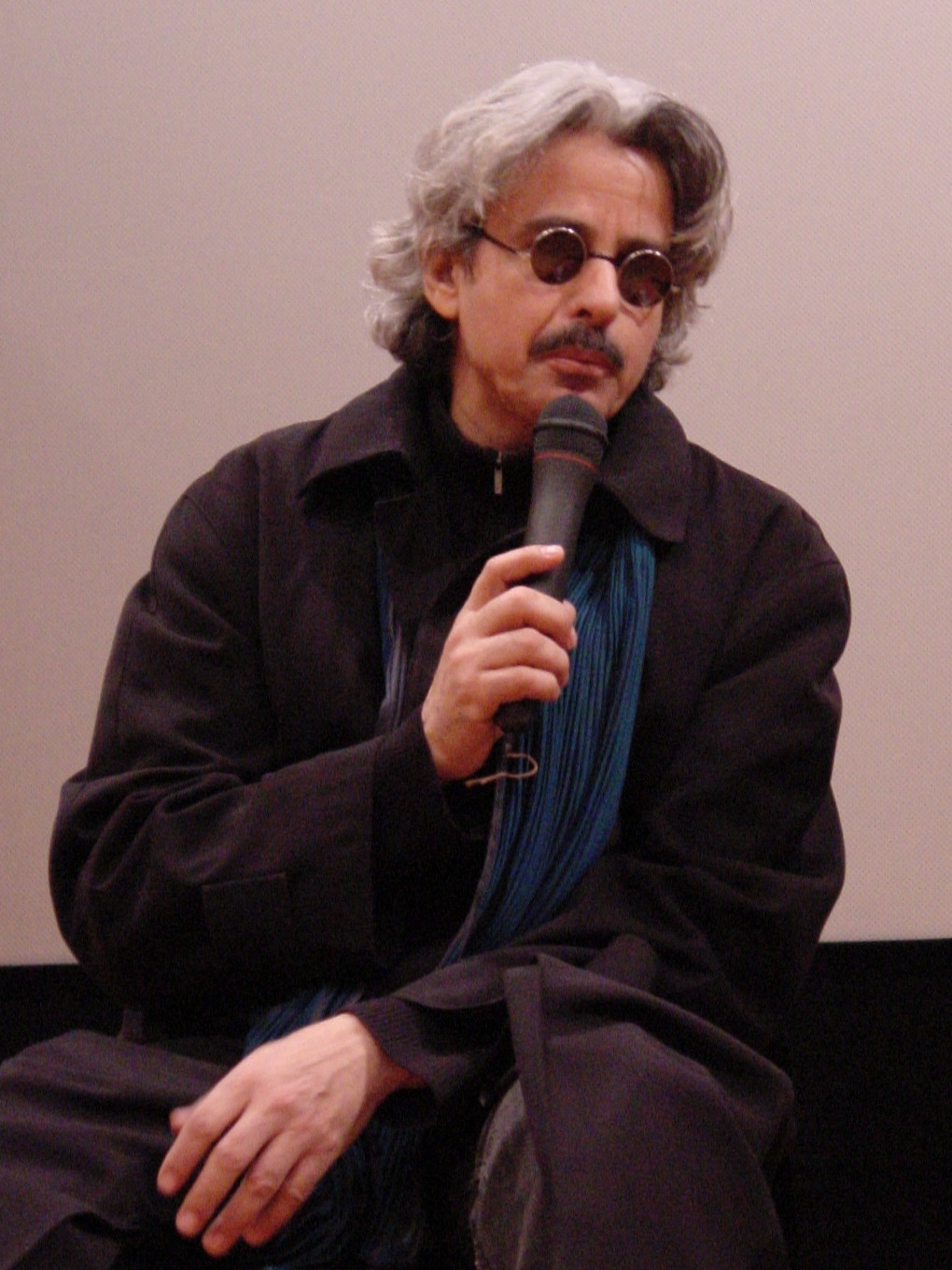
Nacer Khemir

Nacer Khemir es un director de cine tunecino nacido en Korba en 1948. Es también escultor, poeta y cuentacuentos.

## Filmografía
- Los balizadores del desierto 1984. (Palmera de Oro en la Mostra del Mediterrani de Valencia)
- El collar perdido de la paloma 1991. (Premio especial del jurado del Festival de Locarno)
- Bab'Aziz, el sabio sufí 2005.

- Datos: Q2717488
- Multimedia: Nacer Khémir / Q2717488